# Мир в зеркальце
«Мир в зеркальце» (арм.: Աշխարհը հայելու մեջ) — советский короткометражный фильм 1979 года снятый на киностудии «Арменфильм» режиссёром Ванцетти Даниеляном по рассказу Григора Кешишяна. Входит в киноальманах «Самый лучший человек».

## Сюжет
С утра первыми пассажирами ереванского таксиста Вазгена оказываются парень с девушкой, которые сев в машину засыпают. Решив, что это студенты, таксист везёт их к университету, беря попутчиков. Студенты оказывается решили пожениться, и собираются снять комнату, а перень хочет найти вечернюю работу. Вазген решает помочь им. Убеждает жену сдать студентам комнату сына, который пока служит в армии. Директора таксопарка просит устроить молодого человека на работу. Остаётся только успеть на встречу со студентами, но остановивший его инспектор ГАИ проист отвезти в аэропорт опаздывающего на самолёт артиста Фрунзика Мкрчяна. Вазген не может отказать в помощи артисту, но в итоге чуть не опаздывает на встречу.

## В ролях
- Генрих Алавердян — Вазген, таксист
- Гоарина Хачикян — пассажирка
- А. Постаджян — пассажир
- Е. Оганесян — пассажир
- Азат Шеренц — пассажир
- Елена Оганесян — пассажирка
- Метаксия Симонян — жена Вазгена
- Фрунзик Мкртчян — артист Мкртчян, камео
- Алексей Консовский — инспектор ГАИ